# Piece szybowe w Nowej Rudzie
Piece szybowe w Nowej Rudzie – bateria unikatowych pieców nr 28-32 do prażenia łupku ogniotrwałego na terenie pola Piast, byłej Kopalni Węgla Kamiennego Nowa Ruda, z lat 1898-1899. Razem z Muzeum Górnictwa, wieżą szybu „Anna” i maszynownią szybu „Lech” stanowią relikty kopalni.

## Historia
Początki kopalnictwa w Drogosławiu sięgają 1742 r., kiedy to Stillfriedowie, właściciele Nowej Rudy, założyli kopalnię  Ruben, w której  wydobywano węgiel kamienny a później także łupek ogniotrwały. W latach 60. XIX w. Józef Voelkel, nadsztygar z kopalni Ruben badał łupek, znajdujący się w pokładach, który został przedmiotem eksploatacji w Nowej Rudzie od 1879 r. Proces przeróbczy łupku polegał na prażeniu - obróbce ogniotrwałej w piecach, które wybudowano w 1880 r. Pierwszy piec piętrowy w 1883 r. zbudowała firma Kulmitz z Żarowa. Produkcja łupku gwałtownie rosła i w 1897 r. wynosiła 11.935 t. Pierwsze piece szybowe zbudowano w kopalni Ruben na pewno w 1910 r. W roku 1913 oddano sześć pieców piętrowych, rok później 12. W 1917 r. w prażalni było czynnych 11 starych i 17 nowych pieców. W 1923 r. inż. Bühl skonstruował bardziej wydajny piec, co spowodowało przebudowę siedem pieców. 
Zabytek techniki, niezabezpieczony przed niszczeniem, popadał w ruinę. W czerwcu 2014 r. zawalił się ostatni stojący zabytkowy piec do prażenia łupku.